# 閻禧
閻禧（？—17世紀），字仲皐，號階平，北直隸大名府滑縣籍山西沁水县人，明末清初政治人物。

## 生平
閻禧是醴泉知縣閻年孫子、隴州訓導閻敏政之子，天啓七年（1627年）中式丁卯科順天乡试舉人，崇禎七年（1634年）中進士。次年（1635年）獲授陽穀知縣，在縣內有德政，十二年補任沂水知縣，時正值荒年，他設法賑災救活不少人民；流寇史車明率領部下入侵，他帶領鄉勇成功抵禦。十四年升任刑部郎中，本年丁憂。服阙後，复除原职，未就任李自成已攻陷北京，拒絕對方授職而被拘禁在雨當山中；釋放後投誠清朝，在順治二年（1645年）獲授兵部車駕司郎中，兩年後（1647年）為了弟弟閻祺決定告歸，行李只有幾冊圖書。

## 引用
1. 1 2  錢海岳《南明史·卷三十五·列傳第十一》：（弘光）時山東疆吏：……閻禧，字仲皐，滑縣人。崇禎七年進士。沂水知縣，遷刑部主事未任。自成至，不屈，後降於清。
2. ↑  同治《滑縣志·卷七》：閻禧 （天啟）丁卯科（舉人）
3. ↑  《崇祯柒年甲戌科進士履历便覽》：阎禧，曾祖儒，寿官。祖年，加靖壬子举人、知县。父敏政，任宁晋训导。階平，书一房，乙巳年七月二十一日生，滑县籍沁水人，丁卯八十一，会二百五十七名，三甲一百七十九名，工部政，乙亥授阳榖知县，己卯调沂水知县，辛巳升刑广东司主事，升广西司郎中，本年丁憂。
4. ↑  同治《滑縣志·卷九》：閻禧，字仲皡，號階平，敏政子、年孫，前明甲戌進士。尹陽穀有惠政，再補沂水令，值歲荒多方賑濟，全活者甚眾；時流賊蜂起，渠魁史車明擁眾窺境，禧率鄉勇往禦，咸謂眾寡不敵，未可輕與之戰。禧躍馬直前，眾恐失禧，爭以身衛，無不一當百，賊始解去，境賴以安。陞刑部郎中，未之任值李自成之變，不汙偽職，拘禁於雨當山中，久乃得釋；順治二年授兵部車駕司郎中，四年以哭弟祺幾至喪，明遂告歸，行李蕭然，惟圖書數冊而已。